# Dactylamblyops atlanticus
Dactylamblyops atlanticus är en kräftdjursart som beskrevs av Murano och Mauchline 1999. Dactylamblyops atlanticus ingår i släktet Dactylamblyops och familjen Mysidae. Inga underarter finns listade i Catalogue of Life.